# Luigi Sansonetti
Luigi Sansonetti (Roma, 22 febbraio 1888 – Roma, 7 novembre 1959) è stato un ammiraglio italiano, già distintosi come ufficiale nel corso della guerra italo-turca e poi nel corso della prima guerra mondiale, dove fu addetto presso il comando della squadra da battaglia, e poi comandante di torpediniere operanti nel Mare Adriatico. Come comandante dell'incrociatore pesante Fiume (1935-1936) prese parte alle operazioni navali nel corso della guerra di Spagna. Nel corso della seconda guerra mondiale fu comandante della 7ª e poi della 3ª Divisione navale, partecipando alle battaglie di Punta Stilo, Capo Teulada e Capo Matapan. Nel luglio 1941 fu nominato sottocapo di stato maggiore aggiunto della Regia Marina, servendo sotto il comando degli ammiragli Arturo Riccardi e Raffaele de Courten. Alla firma dell'armistizio dell'8 settembre 1943 rimase nella Capitale a coordinare le operazioni che portarono la flotta italiana a consegnarsi agli Alleati a Malta e poi, a piedi, lasciò Roma per oltrepassare la linea del fronte e raggiungere Brindisi dove riprese il suo incarico. Dall'aprile 1944 al febbraio 1951 fu presidente del Consiglio superiore di Marina. Insignito delle Croci di Cavaliere e di Ufficiale dell'Ordine militare di Savoia, di una Medaglia d'argento e una di bronzo al valor militare.

## Biografia
Nacque a Roma il 22 febbraio 1888. Arruolatosi nella Regia Marina, nel 1905 fu ammesso a frequentare la Regia Accademia Navale di Livorno ottenendo la nomina a guardiamarina nel 1908. Promosso sottotenente di vascello partecipò alla guerra italo-turca (1911-1912) prendendo parte alle operazioni di sbarco a Tripoli al comando di un reparto di marinai, venendo decorato con una Medaglia di bronzo al valor militare. Tenente di vascello nel 1914, durante il corso della prima guerra mondiale (1915-1918) fu addetto presso il comando della squadra da battaglia, e successivamente fu comandante di torpediniere nel Mare Adriatico. Capitano di corvetta nel 1922, di fregata nel 1926 e di capitano di vascello nel 1932, ebbe il comando di cacciatorpediniere, di squadriglia, e di flottiglia di siluranti. Tra il 1932 e il 1933 fu addetto all'ufficio stampa del capo del governo, e nel 1934 Capo di stato maggiore del Dipartimento militare marittimo di Taranto.
Come comandante dell'incrociatore pesante Fiume (26 settembre 1935 - 11 dicembre 1936) prese parte alle operazioni navali nel corso della guerra di Spagna. Tra il 1936 e il 1939 fu addetto preso l'ufficio del Capo di stato maggiore della Marina, venendo promosso contrammiraglio nel 1938 e ammiraglio di divisione nel 1939.
Dal 3 agosto 1939 assunse il comando della 7ª Divisione navale di stanza a Napoli alzando la sua insegna sull'incrociatore leggero Eugenio di Savoia, prendendo parte alle operazioni belliche dopo l'entrata in guerra del Regno d'Italia, avvenuta il 10 giugno 1940. Dal 28 agosto dello stesso anno fu nominato comandante della 3ª Divisione navale, alzando la sua insegna sull'incrociatore pesante Trieste. Partecipò alle battaglie di Punta Stilo, Capo Teulada e Capo Matapan, sempre distinguendosi per coraggio, ardimento e determinazione. Lasciò il comando della 3ª Divisione navale e il 24 luglio 1941 andò a ricoprire l'incarico di sottocapo di stato maggiore aggiunto della Regia Marina, sostituendo l'ammiraglio Inigo Campioni, nel momento più critico della guerra. Collaborò efficacemente, sempre nell'ambito dell'Alto Comando della Marina (Supermarina), con il Capo di stato maggiore, ammiraglio Arturo Riccardi, per la condotta delle operazioni navali, e durante la durissima battaglia dei convogli che assicuravano i rifornimenti alle truppe operanti in Africa settentrionale.
All'atto dell'armistizio dell'8 settembre 1943 il Capo di stato maggiore della Marina, ammiraglio Raffaele de Courten, dovette lasciare Roma al seguito del Re Vittorio Emanuele III per raggiungere Brindisi a bordo della corvetta Baionetta, e gli fece assumere la direzione dello stato maggiore, lasciandogli ordini inequivocabili. Rimanendo al suo posto diresse le operazioni che portarono la flotta italiana a consegnarsi agli Alleati a Malta. Mantenne il coordinamento delle operazioni navali utilizzando, per comunicare con i vari comandi, un carro radio posizionato in uno dei cortili del Ministero della marina.
Il 13 settembre riunì tutti gli ufficiali presenti e impartì le ultime disposizioni in quanto si doveva sospendere ogni attività per disposizione dei tedeschi. Designò gli ufficiali che dovevano rimanere al loro posto al fine di conservare gli uffici, e poi, dato il sempre più minaccioso comportamento delle truppe tedesche, il giorno 25 partì a piedi per raggiungere il governo a Brindisi. Oltrepassato fortunosamente la linea del fronte riuscì a raggiungere la nuova capitale dove riprese il suo posto di sottocapo di stato maggiore. Per questo fatto fu insignito della Croce di Ufficiale dell'Ordine militare di Savoia. Dall'aprile 1944 al febbraio 1951 fu presidente del Consiglio superiore di Marina. Morì a Roma il 7 novembre 1959, in seguito ad una caduta da cavallo.